# Giro dell'Umbria 1985
Il Giro dell'Umbria 1985, quarantaquattresima edizione della corsa, si svolse il 4 agosto 1985 su un percorso di 215,5 km. La vittoria fu appannaggio dell'italiano Claudio Corti, che completò il percorso in 5h22'00", precedendo i connazionali Marino Amadori e Giuseppe Passuello.

## Ordine d'arrivo (Top 10)
| Pos. | Corridore          | Squadra                         | Tempo    |
| ---- | ------------------ | ------------------------------- | -------- |
| 1    | Claudio Corti      | Supermercati Brianzoli          | 5h22'00" |
| 2    | Marino Amadori     | Alpilatte-Olmo                  | ?        |
| 3    | Giuseppe Passuello | Gis Gelati-Trentino Vacanze     | ?        |
| 4    | Tullio Cortinovis  | Murella-Rossin                  | ?        |
| 5    | Francesco Moser    | Gis Gelati-Trentino Vacanze     | ?        |
| 6    | Roberto Pagnin     | Malvor-Bottecchia               | ?        |
| 7    | Stefano Colagè     | Dromedario-Laminox-Fibok        | ?        |
| 8    | Giovanni Mantovani | Supermercati Brianzoli          | ?        |
| 9    | Sergio Scremin     | Vini Ricordi-Pinarello-Sidermec | ?        |
| 10   | Davide Cassani     | Santini-Krups-Conti-Galli       | ?        |